# Hamadryas atlantis
Hamadryas atlantis är en fjärilsart som beskrevs av Bates 1864. Hamadryas atlantis ingår i släktet Hamadryas och familjen praktfjärilar. Inga underarter finns listade i Catalogue of Life.